# 津市立香海中学校

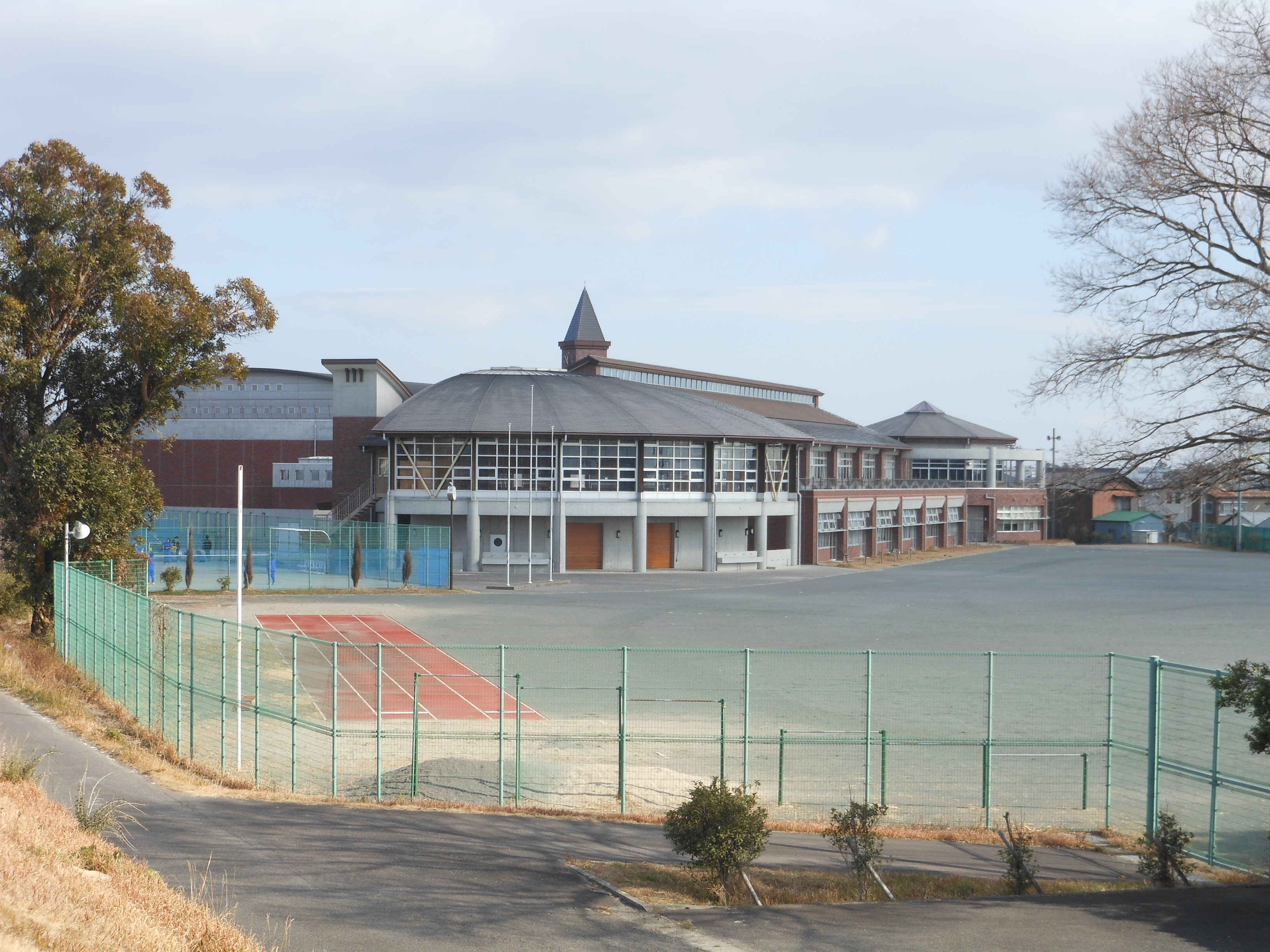
校庭と校舎

津市立香海中学校（つしりつ こうかいちゅうがっこう）は、三重県津市香良洲町桜町128にある公立の中学校。

## 沿革
- 1947年5月1日 - 新学制実施に伴い香良洲町立香良洲中学校として創立。
- 1948年7月15日 - 学校再配置の結果、一志郡香良洲町と雲出村、小野江村、鵲村の1町3ヶ村学校組合立となり、校名を香海中学校と改める。
- 1952年4月1日 - 雲出村が津市と合併した結果1町2ｹ村学校組合立となる。
- 1953年4月1日 - 小野江村及び鵲村が分離し香良洲町立香海中学校となる。
- 2006年1月1日 - 市町村合併により津市立香海中学校と改称[1]。